# Astragalus anxius
Astragalus anxius är en ärtväxtart som beskrevs av Meinke och Thomas N. Kaye. Astragalus anxius ingår i släktet vedlar, och familjen ärtväxter. Inga underarter finns listade i Catalogue of Life.